# Felix Becker (Fechter)
Felix Becker (* 9. August 1964 in Darmstadt) ist ein ehemaliger deutscher Säbelfechter. Er wurde 1994 als erster Deutscher Weltmeister mit dem Säbel und ist fünfmaliger deutscher Meister.

## Erfolge
Becker belegte bei seiner ersten Teilnahme an den Olympischen Spielen 1988 in Seoul mit der Mannschaft den sechsten Platz und im Einzel den siebten Platz.
1989 gewann Becker bei den Weltmeisterschaften in Denver Silber mit der Mannschaft und Bronze im Einzel.
Bei den Weltmeisterschaften 1990 in Lyon gewann er mit der Mannschaft Bronze,
1991 in Budapest ebenfalls.
Bei seiner zweiten Teilnahme an den Olympischen Spielen 1992 in Barcelona belegte Becker mit der Mannschaft den fünften und im Einzel den vierzehnten Platz.
1993 wurde er in Linz Einzeleuropameister und erfocht bei den Weltmeisterschaften in Essen erneut Bronze mit der Mannschaft.
1994 wurde er in Athen als erster Deutscher Einzelweltmeister,
1995 gewann er bei den Weltmeisterschaften in Den Haag Silber im Einzel.
Bei seiner letzten Teilnahme an den Olympischen Spielen 1996 in Atlanta belegte Becker im Einzel den fünften und mit der Mannschaft den achten Platz.
Die Deutschen Fechtmeisterschaften gewann er im Einzel 
1988, 1991, 1993, 1994 und 1996.

## Privatleben
Felix Becker ist seit einigen Jahren von seiner Frau geschieden, mit der er vier Kinder hat. 